# Liste des voies de Tourcoing
Ceci est une liste exhaustive des voies publiques de Tourcoing.
- Haut – A
- B
- C
- D
- E
- F
- G
- H
- I
- J
- K
- L
- M
- N
- O
- P
- Q
- R
- S
- T
- U
- V
- W
- X
- Y
- Z
- 0-9

## A
- contour de l'Abattoir ;
- square de l'Abattoir ;
- rue de l'Abbé Bonpain ;
- rue de l'Abbé Lemire ;
- rue de l'Abbé de l'Épée ;
- rue Abel Martin ;
- rue des Acacias ;
- allée Achille Houdart ;
- rue Achille Testelin ;
- rue de l'Adjudant Chef Leroy ;
- allée Aimée Céline Decock ;
- rue d'Aire ;
- avenue Albert 1er ;
- place Albert Bocktaels ;
- rue Albert Calmette ;
- rue Albert Camus ;
- chaussée Albert Einstein ;
- rue Albert Inghels ;
- avenue Albert Masurel ;
- allée Albert Samain ;
- place Albert Thomas ;
- rue Alexandre Desrousseaux ;
- rue Alexandre Dumas ;
- rue Alexandre Ribot ;
- rue d'Alexandrie ;
- allée Alexis de Tocqueville ;
- rue Alfred Desplanques ;
- avenue Alfred Lefrançois ;
- passage Alfred Mongy ;
- rue d'Alger ;
- rue de l'Alma ;
- rue Alphonse Daudet ;
- allée Alphonse Lenfant ;
- rue d'Alsace ;
- rue d'Amiens ;
- rue de l'Amiral Courbet ;
- rue Ampère ;
- rue d'Amsterdam ;
- rue Anatole France ;
- rue des Anciens Combattants d'Afn ;
- impasse Anckaert ;
- allée André Cassette ;
- rue André Gide ;
- rue d'Angers ;
- rue des Anges ;
- rue d'Angleterre ;
- rue d'Anor ;
- rue Antoine Watteau ;
- rue Antoine de Saint-Exupéry ;
- rue d'Anvers ;
- rue d'Anzin ;
- rue Arago ;
- rue Archimède ;
- rue Arcole ;
- rue Aristide Briand ;
- rue Armand Carrel ;
- rue d'Armentières ;
- allée Arthur Rimbaud ;
- cour Assemaine ;
- rue d'Athènes ;
- rue Auber ;
- rue Augereau ;
- rue Auguste Renoir ;
- rue d'Austerlitz ;
- rue d'Avesnes.

- Haut – A
- B
- C
- D
- E
- F
- G
- H
- I
- J
- K
- L
- M
- N
- O
- P
- Q
- R
- S
- T
- U
- V
- W
- X
- Y
- Z
- 0-9

## B
- rue de la Baille ;
- rue de Bailleul ;
- cour Baisez ;
- rue de Baisieux ;
- rue de Balzac ;
- rue de Bapaume ;
- rue Basse ;
- rue de Bassin ;
- cour Bataille ;
- rue du Bavai ;
- rue de Bazeilles ;
- rue  du Beau Laurier ;
- rue du Beau Séjour ;
- sentier du Beau Séjour ;
- résidence Beau-Soleil ;
- rue Beaumarchais ;
- rue de Beauvais ;
- rue Beethoven ;
- rue de Belfort ;
- rue Béranger ;
- rue de Berckem ;
- rue Bernard Palissy ;
- rue Berthe Spriet ;
- rue de Besançon ;
- rue de Béthune ;
- rue de Biella ;
- rue de la Bienfaisance ;
- cour Bigot  ;
- rue de Bitche ;
- rue Blaise Pascal ;
- quai du Blanc Seau ;
- rue du Blanc Seau ;
- rue Blanche ;
- rue de la Blanche Porte ;
- rue des Bleuets ;
- rue Boileau ;
- rue Boilly ;
- rue du Bois ;
- résidence Bois d'Achelles ;
- rue de Bondues ;
- rue Bonne Nouvelle ;
- rue des Bonnets ;
- cour Bossut ;
- rue de Bottrop ;
- cour Bouckuyt ;
- promenade Bougainville ;
- rue de la Boule d'Or ;
- rue de Boulogne ;
- rue de Bourgogne ;
- cour Bourlat ;
- rue des Bourleux ;
- rue de Bouvines ;
- rue de Bradford ;
- rue du Brésil ;
- rue de Brest ;
- rue de la Briqueterie ;
- rue de Bruges ;
- cour Bruggeman ;
- rue du Brun Pain ;
- rue de Bruxelles ;
- rue de Buenos-Aires ;
- rue Buffon ;
- rue du Bus.

- Haut – A
- B
- C
- D
- E
- F
- G
- H
- I
- J
- K
- L
- M
- N
- O
- P
- Q
- R
- S
- T
- U
- V
- W
- X
- Y
- Z
- 0-9

## C
- passe du Cachemire ;
- rue Cadeau ;
- rue du Caire ;
- rue de Calais ;
- rue du Calvaire ;
- rue de Cambrai ;
- cité Cambresi245b Rue des Cinq Voies (Cité) ;
- rue Camille Desmoulins ;
- rue du Canada ;
- rue du Canal ;
- quai des Canotiers ;
- rue du Capitaine Debruyn ;
- rue du Capitaine Guynemer ;
- rue du Capitaine Pierre Bernard ;
- rue du Caporal Delrœux ;
- allée des Capucines ;
- rue des Carliers ;
- rue Carnot ;
- rue de Carvin ;
- cour Casier ;
- rue de Cassel ;
- cour Castelain rue Pont Neuville ;
- cour Catteau ;
- rue Catteau ;
- cour Catteau 101 Rue Basse ;
- voie communale Catteau 199 Rue des Piats ;
- cour Cattez ;
- allée des Cerisiers ;
- allée César Franck ;
- rue Cesaria Evora ;
- rue de Châlons ;
- rue des Champs ;
- rue de Chantilly ;
- rue Chanzy ;
- rue Chaptal ;
- rue Charcot ;
- rue Charles Dherin ;
- rue Charles Gounot ;
- allée Charles Plumier ;
- rue Charles Vandeveegaete ;
- rue Charles Wattine ;
- place Charles et Albert Roussel ;
- rue de Chartres ;
- rue du Château ;
- rue Chateaubriand ;
- rue de Châteaudun ;
- rue du Chêne Houpline ;
- quai de Cherbourg ;
- rue du Chevalier Bayard ;
- rue Chevreul ;
- avenue du Cimetière ;
- rue des Cinq Voies ;
- Cité Tranquille ;
- rueClaude Bernard ;
- rue Claude Perrault ;
- rue Clément Ader ;
- rue du Clinquet ;
- rue de la Cloche ;
- rue du Cœur Joyeux ;
- rue du Coin de Terre ;
- rue Colbert ;
- rue de Comines ;
- rue du Commandant Driant ;
- rue Condorcet ;
- allée des Confiseurs ;
- rue du Congo ;
- boulevard Constantin Descat ;
- rue de Constantine ;
- rue de Constantinople ;
- traverse de Coubertin ;
- rue Coulmiers ;
- rue des Coulons ;
- rue des Coulons Prolongée ;
- rue de Courtrai ;
- rue de Creil ;
- rue de Croix ;
- rue de la Croix Blanche ;
- place de la Croix Rouge ;
- rue de la Croix Rouge ;
- rue de Cronstadt ;
- rue Cuvier.

- Haut – A
- B
- C
- D
- E
- F
- G
- H
- I
- J
- K
- L
- M
- N
- O
- P
- Q
- R
- S
- T
- U
- V
- W
- X
- Y
- Z
- 0-9

## D
- rue du Dahomey ;
- rue Danton ;
- voie communale Davelose Rue Fin Guerre ;
- rue Debuchy ;
- impasse Decoster ;
- impasse Decottignies ;
- rue Delannoy-Archambault ;
- voie communale Delcroix 4b Rue Solferino ;
- voie communale Delcroix Rue 5 Voies ;
- cour Delcroix239b Rue Cinq Voie ;
- rue Delobel ;
- cour Delplanque ;
- rue de Denain ;
- rue Denfert Rochereau ;
- chaussée Denis Papin ;
- rue Deregnaucourt ;
- rue Desaix ;
- rue Descartes ;
- voie communale Deschamps 29b Rue Marechal Ney ;
- cour Deschamps 6B Rue Deregnauc ;
- avenue Désiré Six ;
- cour Desmettre ;
- impasse Desreux ;
- cour Desrousseaux ;
- cour Destombes Rue S Tiberghien ;
- rue Desurmont ;
- rue Diderot
- voie communale Dierkens 78rue Blanc Sceau ;
- rue de Dijon ;
- rue du Docteur Dewyn ;
- rue du Docteur Dupont ;
- rue du Docteur Joseph Defossez ;
- rue du Docteur Louis Delegrange ;
- allée du Docteur Monnier ;
- rue du Docteur Naert ;
- rue du Docteur Piscart ;
- rue du Docteur Schweitzer ;
- cité Dominos ;
- rue du Dragon ;
- rue du Dronckaert ;
- cour Dubar ;
- cour Ducoulombier ;
- rue Dugay Trouin ;
- rue Duguesclin ;
- rue de Dunkerque ;
- rue Dupleix ;
- rue Dupuytren ;
- impasse Duthoidt Rue du Virolois ;
- voie communale Duvillier 18 Rue Fonderie.

- Haut – A
- B
- C
- D
- E
- F
- G
- H
- I
- J
- K
- L
- M
- N
- O
- P
- Q
- R
- S
- T
- U
- V
- W
- X
- Y
- Z
- 0-9

## E
- rue Edgar Degas ;
- rue Edgard Quinet ;
- avenue Edison ;
- square Edmond Derick ;
- allée Edmond Rostand ;
- allée Édouard André ;
- rue Edouard Branly ;
- rue Edouard Lalo ;
- rue Edouard Le Corbusier ;
- rue Edouard Manet ;
- rue Edouard Sasselange ;
- boulevard de l'Égalité ;
- rue d'Elbeuf ;
- rue Élisa Scalabre Delcourt ;
- rue Elsa Triolet ;
- allée Émile Verhaeren ;
- rue Émile Zola ;
- rue Émilienne Lallemand-Galicier ;
- rue d'Enghien
- rue de l'Épidème ;
- rue de l'Épine ;
- rue de l'Épinette ;
- allée des Érables ;
- rue Erckmann Chatrian ;
- rue Éric de Bisschop ;
- rue de l'Ermitage ;
- rue Ernest Renan ;
- rue de l'Espierre ;
- rue d'Essling ;
- rue Eugène Delacroix ;
- rue Eugène Duthoit ;
- rue de l'Europe.

- Haut – A
- B
- C
- D
- E
- F
- G
- H
- I
- J
- K
- L
- M
- N
- O
- P
- Q
- R
- S
- T
- U
- V
- W
- X
- Y
- Z
- 0-9

## F
- allée des Façonniers ;
- rue Faidherbe ;
- rue Famelart ;
- rue du Faucon ;
- rue des Fauvettes ;
- impasse Favart ;
- rue Favart ;
- rue Fénelon ;
- rue Ferdinand Buisson ;
- rue Ferdinand de Lesseps ;
- rue de la Fère ;
- rue de la Ferme ;
- chaussée Fernand Forest ;
- allée Féron Vrau ;
- avenue du Ferrain ;
- rue Fidèle Lehoucq ;
- rue de la Fin de la Guerre ;
- rue de Fives ;
- rue des Flandres ;
- rue de Fleurus ;
- cour Flipo ;
- rue du Flocon ;
- rue de Florence ;
- place Foch, voir place du Maréchal Foch ;
- rue de la Fonderie ;
- rue Francis Garnier ;
- rue Francis de Pressencé ;
- allée François Guizot ;
- rue François Mauriac ;
- allée François Rabelais ;
- rue des Francs ;
- rue Franklin ;
- rue Franklin Roosevelt ;
- promenade de la Fraternité ;
- rue Frédéric Chopin ;
- avenue Frédéric Sauvage ;
- impasse Fremaux ;
- rue des Frères Bruneel ;
- rue des Frères Jules et Jean Joire ;
- rue des Frères Lumière ;
- rue des Frères Montgolfier ;
- quai du Fresnoy ;
- rue du Fresnoy.

- Haut – A
- B
- C
- D
- E
- F
- G
- H
- I
- J
- K
- L
- M
- N
- O
- P
- Q
- R
- S
- T
- U
- V
- W
- X
- Y
- Z
- 0-9

## G
- rue Gabriel Péri ;
- chaussée Galilée ;
- boulevard Gambetta ;
- rue de Gand ;
- rue Gaspard ;
- rue Gaston Lepers ;
- cour Gaydet ;
- rue du Général Bonnaud ;
- rue du Général Dampierre ;
- rue du Général Douay ;
- rue du Général Drouot ;
- rue du Général Gallieni ;
- rue du Général Laharpe ;
- rue du Général Laperrine ;
- rue du Général Leclerc ;
- rue du Général Mangin ;
- rue du Général Marchand ;
- rue du Général Sarrail ;
- rue du Général Souham ;
- rue du Général Vandamme ;
- allée Geneviève Anthonioz de Gaulle ;
- rue George Sand ;
- allée Georges Bernanos ;
- rue Georges Bizet ;
- avenue Georges Pompidou ;
- allée Georgette Debruyne ;
- rue des Girondins ;
- allée des Glycines ;
- chaussée Gramme ;
- Grand-Place ;
- rue Guillaume de Mortagne ;
- rue de Guisnes ;
- rue Gustave Charpentier ;
- rue Gustave Delory ;
- square Gustave Dore ;
- avenue Gustave Dron ;
- allée Gustave Flaubert ;
- rue Gustave Nadaud ;
- rue Gustave Scalbert ;
- rue Guy Moquet.

- Haut – A
- B
- C
- D
- E
- F
- G
- H
- I
- J
- K
- L
- M
- N
- O
- P
- Q
- R
- S
- T
- U
- V
- W
- X
- Y
- Z
- 0-9

## H
- rue de Haarlem ;
- carrière Hage ;
- rue du Hainaut ;
- boulevard d'Halluin ;
- impasse d'Halluin ;
- quai du Halot ;
- rue du Halot ;
- rue Hardouin Mansart ;
- rue d'Haubourdin ;
- rue du Haut Vinage ;
- rue Haute ;
- quai du Havre ;
- rue d'Havre ;
- rue du Haze ;
- rue d'Hazebrouck ;
- rue Hector Berlioz ;
- rue Hélène Boucher ;
- rue Henri Bergson ;
- rue Henri Carette ;
- allée Henri Dunant ;
- rue Henri Loridant ;
- rue Henri Matisse ;
- allée Henri Montherlant ;
- rue Henri Paris ;
- rue Henri Rol-Tanguy ;
- allée des Herbes Folles ;
- rue de l'Hippodrome ;
- rue Hoche ;
- rue d'Hondschoote ;
- rue Houchard.

- Haut – A
- B
- C
- D
- E
- F
- G
- H
- I
- J
- K
- L
- M
- N
- O
- P
- Q
- R
- S
- T
- U
- V
- W
- X
- Y
- Z
- 0-9

## I
- rue d'Iéna ;
- allée des Imprimeurs ;
- rue de l'Industrie ;
- rue Ingres ;
- rue d'Iseghem ;
- rue d'Isly.

- Haut – A
- B
- C
- D
- E
- F
- G
- H
- I
- J
- K
- L
- M
- N
- O
- P
- Q
- R
- S
- T
- U
- V
- W
- X
- Y
- Z
- 0-9

## J
- avenue J.F. Kennedy ;
- allée Jacques Bainville ;
- allée Jacques Bossuet ;
- rue Jacques Cartier ;
- cité Jardin Rue Rouget Delisle ;
- rue Jean Baptiste Corot ;
- rue Jean Bart ;
- rue Jean Froissart ;
- rue Jean Jaurès ;
- rue Jean Macé ;
- square Jean Marie Allegaert ;
- avenue Jean Mermoz ;
- avenue Jean Millet ;
- rue Jean Monnet ;
- square Jean Moulin ;
- rue Jean XXIII ;
- allée Jean de Joinville ;
- allée Jean van Eyck ;
- allée Jean-Baptiste Carpeaux ;
- allée Jean-Baptiste Castel ;
- rue Jean-Baptiste Lebas ;
- rue Jean-Jacques Rousseau ;
- allée Jeanne Dal ;
- rue Jeanne d'Arc ;
- rue Jehan de Tourcoing ;
- rue de Jemmapes ;
- rue Jenner ;
- allée Jérôme Carcopino ;
- rue Joseph Hentgès ;
- rue Jourdan ;
- rue des Joyeux Vergers ;
- rue Jules Albert Drancourt ;
- rue Jules Ferry ;
- rue Jules Guesde ;
- rue Jules Leurent ;
- allée Jules Massenet ;
- rue Jules Simon ;
- allée Jules Steelandt ;
- rue Jules Van Dendriessche ;
- rue Jules Verne ;
- rue Jules-Watteeuw.

- Haut – A
- B
- C
- D
- E
- F
- G
- H
- I
- J
- K
- L
- M
- N
- O
- P
- Q
- R
- S
- T
- U
- V
- W
- X
- Y
- Z
- 0-9

## K
- rue Kellerman ;
- rue Kléber ;
- square Konrad Adenauer.

- Haut – A
- B
- C
- D
- E
- F
- G
- H
- I
- J
- K
- L
- M
- N
- O
- P
- Q
- R
- S
- T
- U
- V
- W
- X
- Y
- Z
- 0-9

## L
- rue La Fontaine ;
- rue La Pérouse ;
- rue du Laboureur ;
- rue Lacepede ;
- avenue Lafayette ;
- impasse Lallemand ;
- rue Lamartine ;
- rue de Laon ;
- rue de la Latte ;
- rue Lavoisier ;
- allée Le Nôtre ;
- cour Lebrun ;
- cour Lebrun 32 Rue de l'Épine ;
- impasse Leclercq ;
- impasse Lecomte ;
- impasse Ledoux ;
- rue de Leers ;
- rue Léon Jouhaux ;
- rue Léon Salembien ;
- allée Leonie Vanhoutte ;
- impasse Lepers ;
- cour Lequenne ;
- cour Leruste 82 Rue des Poutrains ;
- rue du Levant ;
- rue Leverrier ;
- rue Lhomond ;
- impasse Liagre ;
- impasse Liagre Rue Potente ;
- voie communale Liagre Rue de la Ferme ;
- rue du Lieutenant-Colonel Duchatelet ;
- impasse des Lilas ;
- rue des Lilas ;
- rue de Lille ;
- allée de Linné ;
- rue de Linné ;
- rue de Linselles ;
- cour de L'Océan 50 Rue Blanche Porte ;
- rue Lodi ;
- rue de Lorraine ;
- rue Louis Armand  ;
- rue Louis Blériot ;
- avenue Louis Braille ;
- rue Louis Leloir ;
- square Louis de Broglie ;
- rue Louis-François Desurmont ;
- allée Louise Thuliez ;
- allée Lucie et Raymond Aubrac ;
- rue Lucien Lartillier ;
- rue du Luxembourg.

- Haut – A
- B
- C
- D
- E
- F
- G
- H
- I
- J
- K
- L
- M
- N
- O
- P
- Q
- R
- S
- T
- U
- V
- W
- X
- Y
- Z
- 0-9

## M
- rue Ma Campagne ;
- rue Mac Donald ;
- rue de la Mackellerie ;
- rue de Mâcon ;
- rue de Madagascar ;
- rue de Madrid ;
- rue de Magenta ;
- rue de la Malcense ;
- rue  des Maraîchers ;
- allée de la Marbrerie ;
- rue Marc Sangnier ;
- rue Marceau ;
- rue Marcel Beyens ;
- rue Marcel Hénaux ;
- rue Marcel Verfaillie ;
- chaussée Marcelin Berthelot ;
- rue du Maréchal Brune ;
- rue de Maréchal Bugeaud ;
- place du Maréchal Foch ;
- avenue du Maréchal Joffre ;
- rue du Maréchal Juin ;
- rue du Maréchal Lyautey ;
- rue du Maréchal Ney ;
- place du Maréchal de Lattre de Tassigny ;
- rue de Marengo ;
- allée Marguerite Yourcenar ;
- quai des Mariniers ;
- cité de la Marlière ;
- rue de la Marlière ;
- avenue de la Marne ;
- promenade des Marquises ;
- quai de Marseille ;
- allée Martin Luther King ;
- rue des Martyrs ;
- rue Maryse Bastié ;
- rue Massena ;
- voie communale Masure 194b Rue de Gand ;
- voie communale Masure 8 Rue de Comines ;
- rue de Maubeuge ;
- allée  Maurice Barrès ;
- rue Maurice Sarraut ;
- rue Maurice Utrillo ;
- rue Maxence Vandermeersch ;
- impasse de Mazamet ;
- rue de Melbourne ;
- rue de Menin ;
- rue de Merville ;
- impasse Messiaen ;
- rue des Métissages  ;
- rue de Metz ;
- voie communale Meurisse 177 Rue Mouvaux ;
- cour Meyer ;
- rue de Mézières ;
- rue Michel Raillard ;
- rue de Milan ;
- rue Mirabeau ;
- place Miss Cavell ;
- rue Molière ;
- rue Monge ;
- rue de Mons ;
- rue Monseigneur Deswazières ;
- rue Monseigneur Leclerc ;
- rue Montaigne ;
- rue Montesquieu ;
- rue Montyon ;
- rue de Moscou ;
- rue Motte ;
- rue du Moulin ;
- rue du Moulin Fagot ;
- rue du Moulin Tonton ;
- rue de Mouscron ;
- rue de Mouscron Prolongée ;
- rue de Mouvaux ;
- allée Mozart ;
- rue Mühlhausen ;
- place Mülhausen ;
- rue de Mulhouse ;
- rue Myron Herrick.

- Haut – A
- B
- C
- D
- E
- F
- G
- H
- I
- J
- K
- L
- M
- N
- O
- P
- Q
- R
- S
- T
- U
- V
- W
- X
- Y
- Z
- 0-9

## N
- rue de Nancy ;
- rue de Nantes ;
- rue Nationale ;
- rue Neuve ;
- rue de Neuville ;
- rue de Neuville Prolongée ;
- rue de Nice ;
- allée Nicolas Copernic ;
- rue Nicole Delannoy-Archambault ;
- rue du Niot ;
- rue Noël Legleyé ;
- allée Norbert Ségard ;
- rue du Nord ;
- place Notre-Dame ;
- contour Notre-Dame de Lourdes.

- Haut – A
- B
- C
- D
- E
- F
- G
- H
- I
- J
- K
- L
- M
- N
- O
- P
- Q
- R
- S
- T
- U
- V
- W
- X
- Y
- Z
- 0-9

## O
- rue d'Odessa ;
- rue Ogier de Bousbecque ;
- allée de Oiseau Lyre ;
- rue des Omnibus ;
- impasse Opsomer 13 Rue de Metz ;
- rue d'Oran ;
- rue d'Orchies ;
- rue des Orions ;
- rue d'Orléans ;
- rue d'Ostende.

- Haut – A
- B
- C
- D
- E
- F
- G
- H
- I
- J
- K
- L
- M
- N
- O
- P
- Q
- R
- S
- T
- U
- V
- W
- X
- Y
- Z
- 0-9

## P
- rue des Palmiers ;
- rue Palmyr et Louis Duhem ;
- rue de Paris ;
- rue Parmentier ;
- cours Parsy ;
- rue de la Passerelle ;
- rue Pasteur ;
- rue Paul Beulque ;
- square Paul Cézanne ;
- allée Paul Dewisme ;
- rue Paul Doumer ;
- rue Paul Gauguin ;
- rue Paul Langevin ;
- rue Paul Painlevé ;
- rue Paul Valéry ;
- allée Paul Verlaine ;
- rue Paul Verschaeve ;
- rue des Peigneurs ;
- avenue du Peintre Grau ;
- allée de la Pépinière ;
- place du Père de Foucauld ;
- place du Petit Village ;
- passe Petite Fleur ;
- cité des Peupliers ;
- place des Phalempins ;
- rue des Phalempins ;
- rue Philippe Lebon ;
- allée Philippe Matton ;
- rue Philippe de Comines ;
- rue Philippe de Girard ;
- rue des Piats ;
- cours des Piats ;
- rue Pierre Bonnard ;
- rue Pierre Corneille ;
- chaussée Pierre Curie ;
- allée Pierre Gaxotte ;
- rue Pierre Loti ;
- rue Pierre Prévost ;
- place Pierre Semard ;
- allée Pierre de Brantôme ;
- rue Pierre de Guéthem ;
- rue Pierre et Jean Dervaux ;
- cour Planckaert ;
- résidence du Point Central ;
- rue du Point Central ;
- rue du Pont Rompu ;
- sente du Pont Rompu ;
- rue du Pont-de-Neuville ;
- rue de Pontoise ;
- rue du Port ;
- rue de la Potente ;
- cour Poupart 22 Rue Chêne Houplines ;
- rue des Poutrains ;
- rue du Presbytère ;
- rue du Président René Coty ;
- rue des Pyramides.

- Haut – A
- B
- C
- D
- E
- F
- G
- H
- I
- J
- K
- L
- M
- N
- O
- P
- Q
- R
- S
- T
- U
- V
- W
- X
- Y
- Z
- 0-9

## Q
- rue des Quais.

## R
- rue Racine ;
- rue de Rambervillers ;
- rue Raoul Follereau ;
- rue Raspail ;
- allée Raymond Aron ;
- rue Raymond Poincaré ;
- rue de Reckem ;
- rue de la Récolte ;
- rue de Reims ;
- rue de Renaix ;
- impasse René Caillé ;
- square René Ghil ;
- rue de Rennes ;
- rue du Repos ;
- place de la République ;
- allée des Résédas ;
- place de la Resistance ;
- rue du Rhin ;
- rue du Riez ;
- rue de Riga ;
- rue Rivoli ;
- rue Robert Schumann ;
- rue Rochdale ;
- rue de la Rochefoucauld ;
- avenue Roger Salengro ;
- rue Roger Speybrock ;
- rue du Roitelet ;
- rue de Rome ;
- rue de Roncq ;
- rue Ronsard ;
- rue des Roses ;
- voie communale Rossignol 262 Rue de Gand ;
- rue Rossini ;
- rue de Rotterdam ;
- rue de Roubaix ;
- rue de Rouen ;
- rue Rouget de Lisle.

- Haut – A
- B
- C
- D
- E
- F
- G
- H
- I
- J
- K
- L
- M
- N
- O
- P
- Q
- R
- S
- T
- U
- V
- W
- X
- Y
- Z
- 0-9

## S
- voie communale Saint Honore Rue Augereau ;
- cour Saint Louis 85b Rue Cuvier ;
- voie communale Saint Louis 215rue Cinq Voies ;
- rue Saint-Blaise ;
- rue Saint-Éloi ;
- rue Saint-Henri ;
- rue Saint-Jacques ;
- impasse Saint-Jean-Baptiste ;
- rue Saint-Louis ;
- cour Saint-Louis 115 Rue des Piats ;
- rue de Saint-Omer ;
- rue de Saint-Petersbourg ;
- rue de Saint-Quentin ;
- rue Saint-Roch ;
- rue Saint-Vincent de Paul ;
- contour Sainte-Anne ;
- rue Sainte-Barbe ;
- boulevard Salvador Allende ;
- rue Samuel Champlain ;
- avenue Santos Dumont ;
- impasse du Sapin Rouge ;
- rue du Sapin Vert ;
- allée Savonnerie Paul Tranoy ;
- allée Savorgnan de Brazza ;
- place Sébastopol ;
- rue de Seclin ;
- rue du Sentier ;
- cité Sereine ;
- rue du Sergent Bobillot ;
- rue Serpentine ;
- rue de Séville ;
- rue Simon Tiberghien ;
- impasse Six ;
- passage de la Soie ;
- rue de Soissons ;
- rue de Solférino ;
- impasse de la Solidarité ;
- rue du Soudan ;
- rue Soufflot ;
- rue du Souvenir ;
- rue Stephenson ;
- voie communale Steux 96 Rue Blanche Port ;
- rue de Strasbourg ;
- rue Suzanne Blin ;
- rue de Sydney.

- Haut – A
- B
- C
- D
- E
- F
- G
- H
- I
- J
- K
- L
- M
- N
- O
- P
- Q
- R
- S
- T
- U
- V
- W
- X
- Y
- Z
- 0-9

## T
- allée de la Teinturerie ;
- place du Théâtre ;
- rue Thiers ;
- rue du Tilleul ;
- rue du Tonkin ;
- rue de la Tossée ;
- rue de Toul ;
- rue de Toulon ;
- rue de Toulouse ;
- rue du Touquet ;
- rue de la Tour d'Auvergne ;
- rue de Tournai ;
- rue du Train de Loos ;
- rue de la Tranquilité ;
- rue des Trois Pierres ;
- rue de Tunis ;
- rue de Turenne ;
- rue Turgot.

- Haut – A
- B
- C
- D
- E
- F
- G
- H
- I
- J
- K
- L
- M
- N
- O
- P
- Q
- R
- S
- T
- U
- V
- W
- X
- Y
- Z
- 0-9

## U
- rue de l'Union ;
- rue des Ursulines.

## V
- rue de Valenciennes ;
- rue de Valmy ;
- allée Van Dyck ;
- cour Vandamme ;
- voie communale Vandamme ;
- sentier Vandebeuque ;
- rue de Varsovie  ;
- rue Vauban ;
- rue de Verdun ;
- cour Verschure ;
- impasse Verschure ;
- rue Verte ;
- rue du Viaduc ;
- place de la Victoire ;
- rue Victor Baltard ;
- rue Victor Capart ;
- place Victor Hassebroucq ;
- rue Victor Hugo ;
- voie commnunale Vienne Rue Dupuytren ;
- rue de la Vigne ;
- rue des Villas ;
- rue du Virolois ;
- rue Voltaire ;
- rue des Vosges ;
- impasse Vrammont.

- Haut – A
- B
- C
- D
- E
- F
- G
- H
- I
- J
- K
- L
- M
- N
- O
- P
- Q
- R
- S
- T
- U
- V
- W
- X
- Y
- Z
- 0-9

## W
- impasse Wagnon ;
- rue de Wagram ;
- rue du Wailly ;
- rue de Wasquehal ;
- rue de Wassy ;
- chaussée Watt ;
- rue de Wattignies ;
- cour Wauters ;
- rue Winoc-Chocqueel ;
- square Winston Churchill.

- Haut – A
- B
- C
- D
- E
- F
- G
- H
- I
- J
- K
- L
- M
- N
- O
- P
- Q
- R
- S
- T
- U
- V
- W
- X
- Y
- Z
- 0-9

## Y
- rue de l'Yser.